# UFC 321
UFC 321: Aspinall vs. Gane é um futuro evento de artes marciais mistas produzido pelo Ultimate Fighting Championship que está programado para acontecer em 25 de outubro de 2025, na Etihad Arena em Abu Dhabi, Emirados Árabes Unidos.

## Contexto
O evento marcará a 22ª visita da promoção a Abu Dhabi e a primeira desde o UFC on ABC: Whittaker vs. de Ridder em julho de 2025.
Uma luta pelo cinturão peso-pesado do UFC entre o atual campeão Tom Aspinall e o ex-campeão interino Ciryl Gane está agendada para ser a luta principal do evento.

## Card de Lutas
1. ↑  Pelo Cinturão Peso-Pesado do UFC.

## Lutas anunciadas
- Luta no peso-pesado: Alexander Volkov vs. Jailton Almeida[5]
- Luta no peso-meio-pesado: Aleksandar Rakić vs. Azamat Murzakanov[6]
- Luta no peso-mosca: Mitch Raposo vs. Azat Maksum[7]